# Обстріл ірпінської колони біженців
6 березня 2022 року з 9:30 до 14:00 за київським часом Збройні сили Росії неодноразово обстрілювали перехрестя в Ірпіні, яке сотні мирних жителів використовували для втечі до Києва, а поблизу була позиція української артилерії. Вони вбили восьмеро мирних громадян України. Human Rights Watch стверджувала, що російська армія здійснила незаконний, невибірковий і непропорційний напад. Інцидент став частиною штурму Ірпеня під час російського вторгнення в Україну 2022 року.

## Історія
6 березня 2022 року сотні мирних жителів були на перехресті дороги Р30, біля УПЦ Св. Юра, на південь від мосту, який українська армія зруйнувала, щоб перешкодити російському вторгненню. Мирні жителі тікали від наступу російської армії на півночі України від Ірпеня до Києва. На перехресті біля мосту також було близько десятка українських військових, деякі з них допомагали мирним жителям переносити їхній багаж та дітей. Українська артилерія стріляла з мінометів з позиції близько 180 метрів. Між сторонами не було досягнуто домовленостей щодо тимчасового припинення вогню чи гуманітарного коридору.
Журналісти The New York Times та журналісти-фрілансери на місці події повідомляють, що російська армія протягом кількох годин обстрілювала перехрестя, на якому мирні жителі використовували для втечі. Human Rights Watch. March 8, 2022. Retrieved March 9, 2022. New York Times. Retrieved 13 March 2022. Росіяни запустили в цю територію розривні снаряди, снаряди влучали перехрестя або околиці кожні 10 хвилин, вбиваючи щонайменше вісім мирних жителів, як повідомляє українська влада.
Серед постраждалих була група з чотирьох осіб, серед яких двоє дітей, які загинули від мінометного удару.
За даними Human Rights Watch, можливо, що снаряди «спостерігали» росіяни, які потім знали б, куди вони приземляються, і могли легко відкоригувати ціль від перехрестя. Натомість вони тривалий час обстрілювали перехрестя, яким користуються мирні жителі, що свідчить про «можливу необачність чи навмисність» з їхнього боку. Повторний характер нападів свідчить про те, що російські війська «порушили свої зобов'язання за міжнародним гуманітарним правом не проводити невибіркових або непропорційних нападів, які завдають шкоди цивільному населенню, і не вжили всіх можливих заходів, щоб уникнути жертв серед цивільного населення».
Правозахисна організація також заявила, що українські сили «зобов'язані вжити всіх можливих запобіжних заходів, щоб уникнути чи мінімізувати шкоду цивільному населенню», наприклад утримуватися від бойових дій у населених пунктах.